# Plounévézel
Plounévézel (bretonisch Plonevell) ist eine französische Gemeinde im Département Finistère in der Region Bretagne mit 1153 Einwohnern (Stand 1. Januar 2022).

## Lage
Der Ort befindet sich zentral im Westen der Bretagne nahe der Gemeinde Carhaix-Plouguer.
Quimper liegt 52 Kilometer südwestlich, die Groß- und Hafenstadt Brest 68 Kilometer nordwestlich und Paris etwa 450 Kilometer östlich (Angaben in Luftlinie).

## Verkehr
Plounévézel liegt nahe dem Schnittpunkt einiger überregionaler Verbindungsstraßen. Bei Landivisiau, Morlaix und Guingamp im Norden gibt es Abfahrten an der Schnellstraße E 50 Brest-Rennes und bei Quimper und Lorient im Süden an der E 60 Brest-Nantes.  
Der Bahnhof von Brest ist Endpunkt des TGV Atlantique aus Paris. 
Die Flughäfen Aéroport Brest-Bretagne nahe Brest und Aéroport de Lorient Bretagne Sud bei Lorient sind die nächsten Regionalflughäfen.

## Bevölkerungsentwicklung
| Jahr                       | 1962 | 1968 | 1975 | 1982 | 1990 | 1999 | 2009 | 2017 |
| Einwohner                  | 760  | 658  | 714  | 829  | 1017 | 1015 | 1151 | 1227 |
| Quellen: Cassini und INSEE |      |      |      |      |      |      |      |      |

## Sehenswürdigkeiten

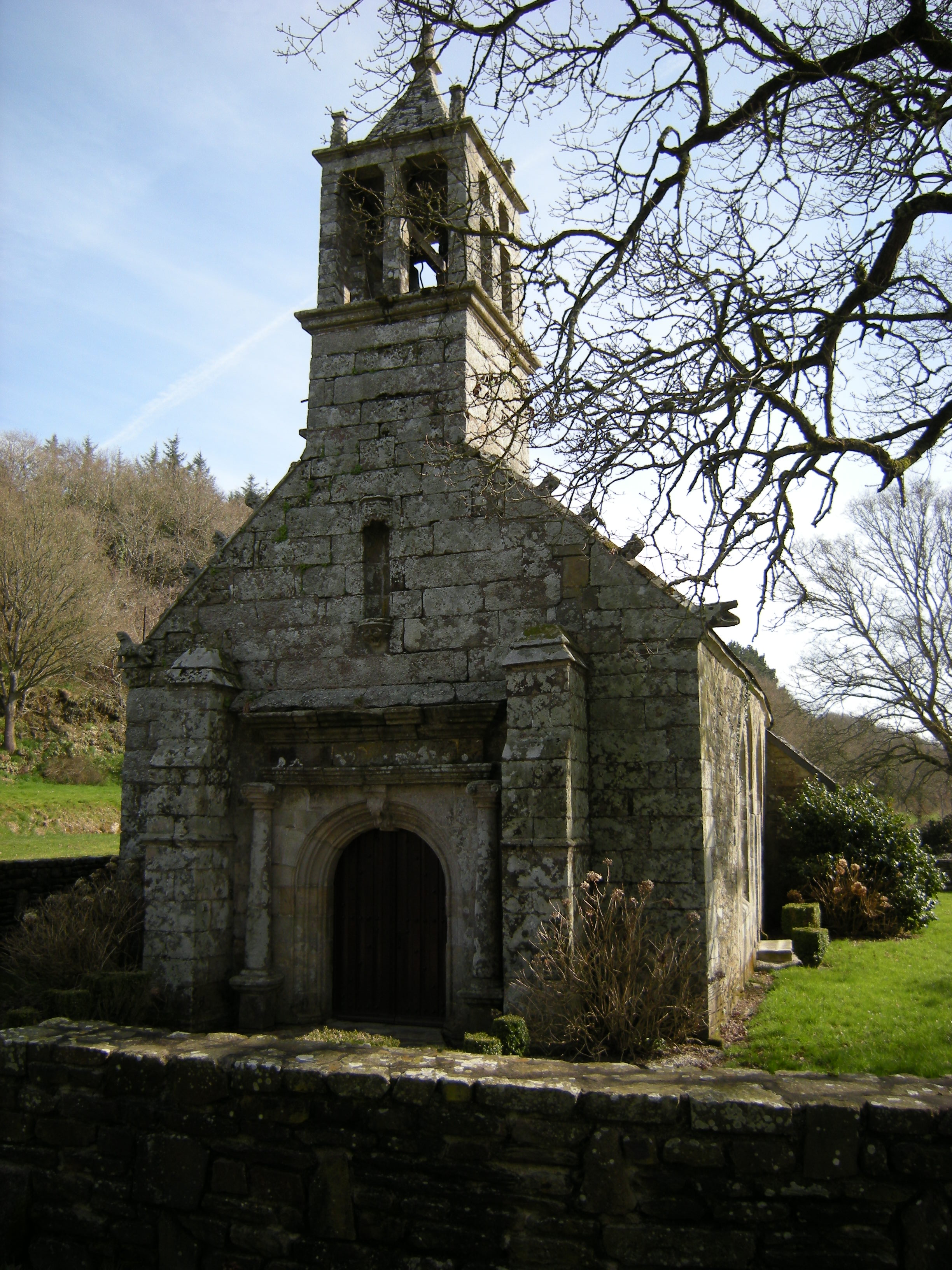
Kapelle Sainte-Catherine
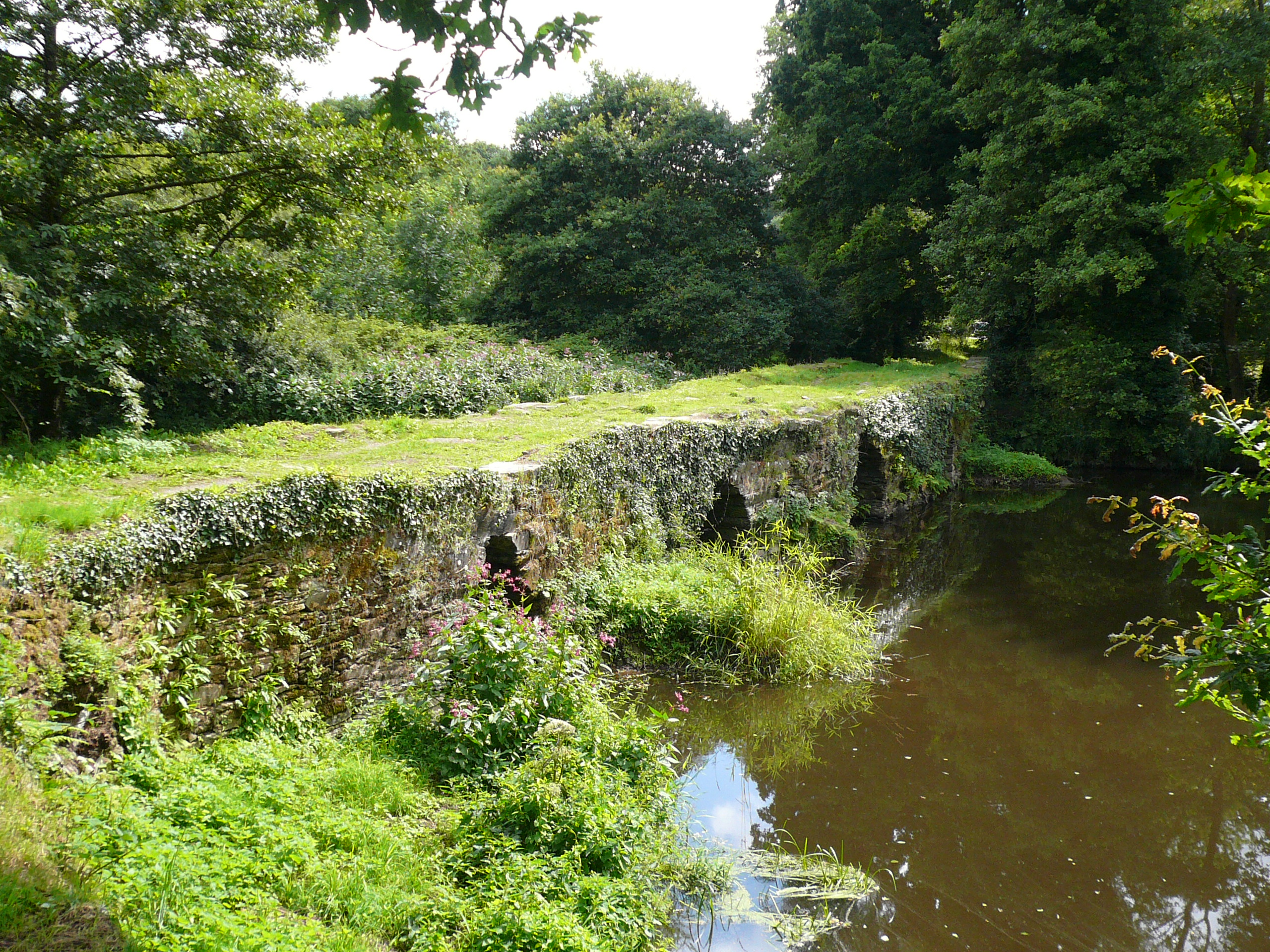
Pont de Sainte-Catherine
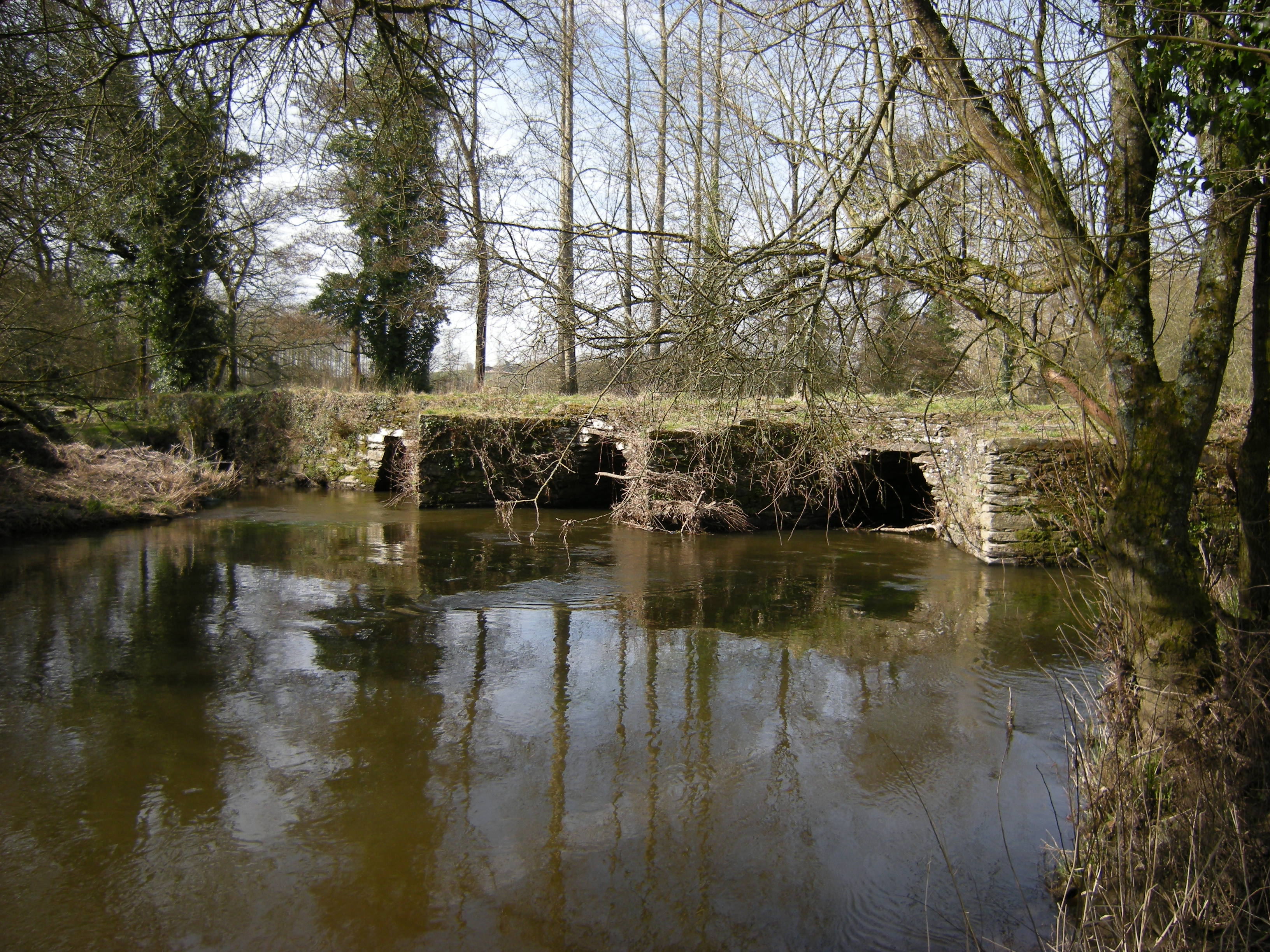
Pont gaulois de Sainte-Catherine
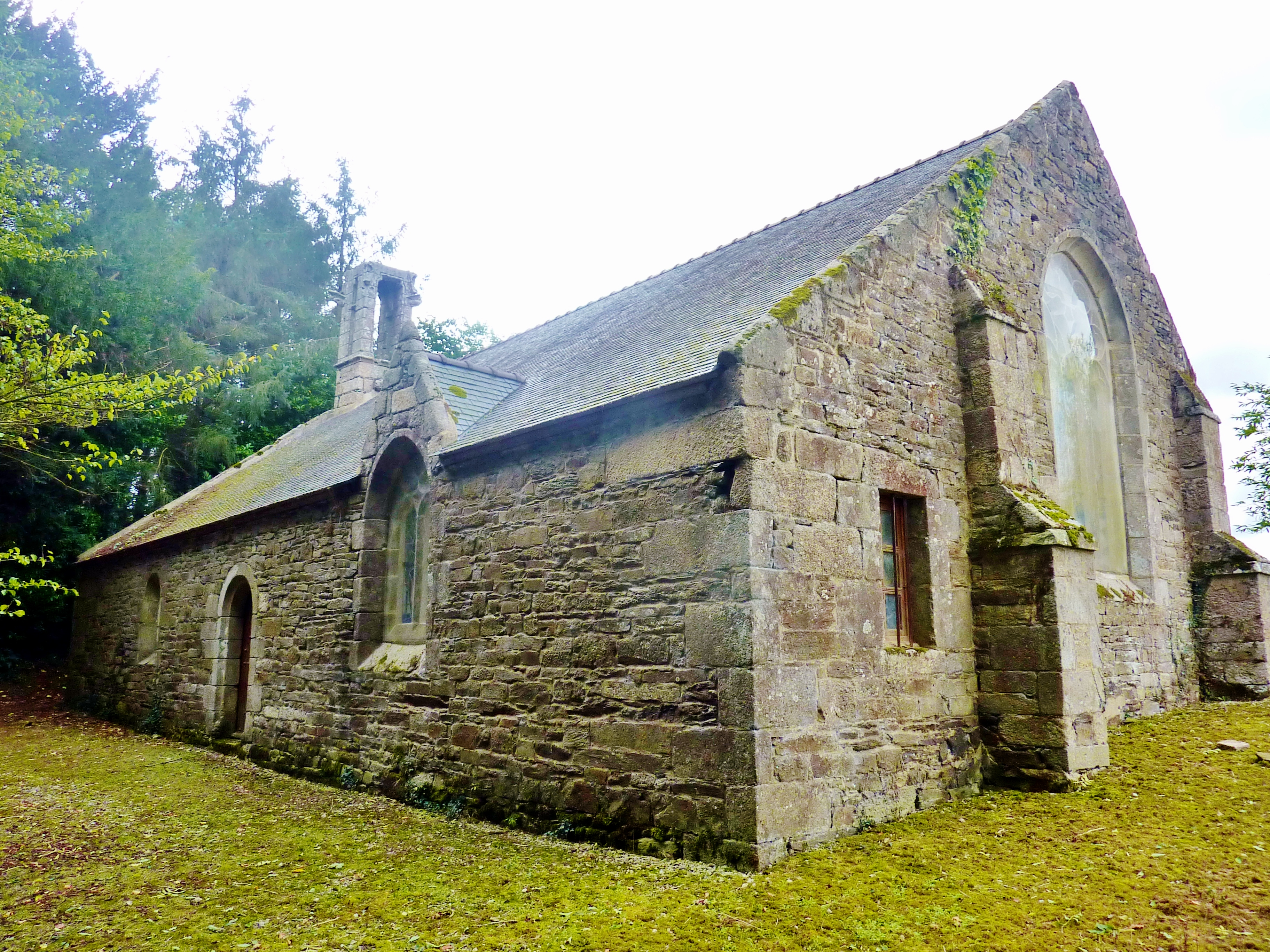
Kapelle Saint-Idunet

- Kapelle Sainte-Catherine
- Pont gaulois de Sainte-Catherine
- Pont gaulois de Sainte-Catherine
- Kapelle Saint-Idunet